# Ariane Fornia
Pour les articles homonymes, voir Besson.
Alexandra Besson, dite Ariane Fornia, est une écrivaine et traductrice française, née le 6 septembre 1989 à Montélimar (Drôme).
Elle mène en parallèle une carrière de germaniste sous son vrai nom.

## Biographie

### Famille et formation
Alexandra Besson est la fille de la géographe Sylvie Brunel et de l'homme politique Éric Besson.
Après un bac L obtenu au lycée Gustave-Jaume de Pierrelatte en 2006 et un troisième prix au concours général d'anglais, elle est étudiante en hypokhâgne pendant l'année 2006-2007. Elle est ensuite admise en khâgne au lycée Louis-le-Grand (Paris). Elle est admise, neuvième, au concours A/L de l'École normale supérieure de la rue d'Ulm, en 2008. En 2012, elle est reçue première à l'agrégation d'allemand. En décembre 2015, elle reçoit le titre de docteure en littérature allemande à l'université de Lorraine, pour une thèse intitulée Novalis et la théologie négative. Le gouffre et le rêve dans le romantisme européen.

### Romancière
Elle déclare écrire des romans (non publiés) depuis l'âge de cinq ans. En 2004, elle publie à l'âge de quatorze ans un premier recueil de chroniques aux éditions Denoël : Dieu est une femme : L'Année de mes quatorze ans. En 2005, toujours aux éditions Denoël, elle publie avec sa mère, Sylvie Brunel, le roman La Déliaison. Écrit « à quatre mains », ce roman fait alterner la voix d'une mère et celle de sa fille qui narrent leur relation, leurs incompréhensions et leur lente rupture[réf. nécessaire].
En août 2007, elle publie aux éditions Robert Laffont un nouveau recueil de chroniques, intitulé Dernière morsure.
Fin 2015, elle est en contrat avec les éditions Jean-Claude Lattès pour un roman. C'est à cette même période qu'elle commence une nouvelle activité de blogueuse voyages. Sous son nom de plume Ariane Fornia, elle partage ses déplacements à travers le monde sur son site « Itinera-Magica », écrit en trois langues (français, allemand et anglais), qui a pour vocation de « célébrer la beauté du monde et la richesse des cultures ».

### Éleveuse de chats
De 2010 à 2014, Ariane Fornia crée la Chatterie de l'Éperon et devient éleveuse de chats des forêts norvégiennes,. Elle déclare d'ailleurs plus tard dans un article de son blog intitulé « Le voyage dont j’ai failli ne jamais revenir » : « Voici quelque chose que vous ne saviez peut-être pas à mon sujet : pendant plusieurs années, j’ai élevé avec passion des chats des forêts norvégiennes, à mes yeux les plus beaux félins domestiques du monde. Ce sont de gros chats qui ressemblent à des lynx, avec de petits plumets au sommet de leurs oreilles pointues, une collerette de fourrure pour les protéger des rigueurs hivernales, et un regard unique entre tous, vert, perçant, où je voyais miroiter toutes les légendes nordiques. »

### Affaire judiciaire
Le 19 octobre 2017, Ariane Fornia accuse Pierre Joxe d'une agression sexuelle qu'elle affirme s'être déroulée à l'opéra Bastille en 2010, ; ce dernier dément peu après ces allégations puis, en janvier 2018, l'assigne en diffamation.
Le procès se déroule en novembre 2019. Le 22 janvier 2020, elle est condamnée pour diffamation et à verser un euro symbolique de dommages et intérêts ainsi que trois mille euros au titre des frais de justice à Pierre Joxe. « Les pièces produites […] ne démontrent pas qu'elle avait les éléments lui permettant de dénoncer les faits d'agression sexuelle à l'encontre de M. Pierre Joxe. »
Cette condamnation est infirmée en appel le 14 avril 2021, la cour d'appel considérant que Ariane Fornia « peut bénéficier du fait justificatif de la bonne foi ». Le 11 mai 2022, cette décision est confirmée par la cour de cassation, celle-ci considérant que « les propos incriminés reposaient sur une base factuelle suffisante et que, compte tenu du contexte dans lequel ils avaient été tenus, le bénéfice de la bonne foi devait être reconnu à Mme Besson. » Cette décision fait jurisprudence dans des affaires similaires liées au mouvement #/MeToo.

## Œuvres
- Dieu est une femme : L'Année de mes quatorze ans. Récit, Paris : Denoël, 2004 (OCLC 55678515)
- La Déliaison : Roman ; avec Sylvie Brunel, Paris : Denoël, 2005 (OCLC 60119652)
- Dernière morsure, Robert Laffont, août 2007
- Traité d'équitation pour ma bien-aimée, recueil de textes équestres de Rudolf G. Binding traduits et présentés, Le Rocher, 2015. Lauréat du Prix Pégase 2015[20].
- Provence : Les sillons du soleil, collection « L’âme des peuples », Nevicata, mai 2019  (ISBN 978-2875231222)
- La Provence, on l'aime pour..., Suzac, mai 2020
- Petite déclaration d'amour aux chats, Nos félins de velours, Suzac, septembre 2020
- Les Alpes, on les aime pour..., Suzac, mai 2021
- Dans l'intimité des Alpes, Suzac, septembre 2023
- Oser le monde, Ces lieux qui nous transforment, collection « L'Âme des peuples », Nevicata, mars 2024. Texte consacré au col de Lautaret au sein d'un recueil rassemblant dix auteurs.